# آندرسون لیما
آندرسون لیما (به پرتغالی: Ânderson Lima Veiga) مدافع، مدافع اهل برزیل است که در شهر سائوپائولو و در تاریخ ۱۸ مارس ۱۹۷۳ به دنیا آمده‌است.
آندرسون لیما در تیم‌های فوتبال Juventus، Guarani، سانتوس، سائوپائولو، Grêmio، São Caetano، آلبیرکس نیگاتا، São Caetano، کوریتیبا، Operário-MS، Bragantino، Chapecoense سابقهٔ حضور دارد.